# Yallahrup Færgeby
Yallahrup Færgeby er en dansk voksen-dukkejulekalender. Den havde premiere på DR2 den 1. december 2007.
Yallahrup Færgeby er i sit visuelle udtryk en parodi på DR1s klassiske dukkejulekalender Jullerup Færgeby fra 1974 – men sat ind i en ny og tidssvarende kontekst. Serien foregår i en betonforstad, som trækker på elementer fra Brøndby Strand, Avedøre Stationsby, Hundige, Vollsmose og Gellerup.
Daværende redaktør på DR Ung, journalist Mads Brügger, er idémanden bag Yallahrup Færgeby og DR2-journalist Nanna Westh er hovedforfatter på den satiriske serie. Serien er instrueret af Rune "Kalle" Bjerkø og produceret af Bjarke Ahlstrand.
I maj 2008 blev serien nomineret til en europæisk tv-pris.

## Handling
Seriens omdrejningspunkt er de to tredjegenerationsindvandrere Ali og Hassan på henholdsvis 12 og 13 år, der drømmer om et liv som ægte gangstere i byen Yallahrup Færgeby. De føler sig inspireret af byer som Miami og Los Angeles og prøver at opnå status til at få en toptunet BMW-slæde, masser af lette damer og en velfungerende pusherforretning. Idoler for Ali, seriens hovedperson, er den afdøde gangsterrapper, og (ifølge Ali selv) hans onkel Tupac Shakur og den fiktive mafiaboss Tony Montana fra filmen Scarface.
Yallahrup Færgeby er en co-produktion med SVT og NRK, hvor den sendes i løbet af 2008 som hhv. "Wollah Wollah" (Sverige og Finland) og "Jallarud" (Norge).

## Figurer
| Figur           | Stemme                 | Rolle                        |
| --------------- | ---------------------- | ---------------------------- |
| Ali             | Özlem Saglanmak        | Hovedpersonen                |
| Hassan          | Hadi Ka-Koush          | Alis ven                     |
| Hanne           | Vibeke Hastrup         | Skolelærerinde og -inspektør |
| Morten          | Esben Pretzmann        | Skolebibliotekar             |
| Louise          | Annevig Schelde Ebbe   | Leder af "Crazy Girls"       |
| Dilan           | Louise Hart            | Medlem af "Crazy Girls"      |
| Den stille pige | Cecilie Enevold        | Medlem af "Crazy Girls"      |
| Dennis          | Vibeke Dueholm         | Den lokale pusher            |
| Skolelægen      | Pauline Rehné          | Skolelæge                    |
| Abu Babu        | Farshad Kholghi        | Lokal terrorist              |
| Ghandi          | Kuku Agami             | Pizzamand                    |
| 2pac            | Kuku Agami             | Alis forbillede (2pac)       |
| Lille Knud      | Otto Mølgaard Jakobsen | Skolens prygelknabe          |
| Alkoholikeren   | Rune "Kalle" Bjerkø    | Alkoholiker                  |
| Fifi            |                        | Hannes hund                  |
| Bad dog         |                        | Kamphund                     |

## Afsnit
| Afsnit | Titel                      | Længde |
| ------ | -------------------------- | ------ |
| 1.     | Onkel Tupacs kamptrick     | 08:45  |
| 2.     | Syg shit                   | 10:49  |
| 3.     | 100% dansker               | 11:28  |
| 4.     | En syg mand                | 10:28  |
| 5.     | Mega gangster underbukser  | 08:45  |
| Ekstra | Lord of Yallahrup          | 07:59  |
| 6.     | Kamphunden Fifi            | 10:02  |
| 7.     | Ali undercover             | 10:57  |
| 8.     | Ali vokser                 | 10:18  |
| 9.     | Bad trip                   | 09:30  |
| 10.    | Petting                    | 09:51  |
| 11.    | Syg i hovedet              | 10:26  |
| 12.    | Beskyttelsespara           | 10:41  |
| 13.    | Ensom og forladt           | 11:03  |
| Ekstra | Lucia og brunkagerne       | 08:32  |
| 14.    | 72 guzzlar                 | 11:46  |
| 15.    | Pusher                     | 09:55  |
| 16.    | Mulm og mørke              | 11:38  |
| 17.    | Bogluder                   | 09:40  |
| 18.    | Kæmpe kærestesorger        | 08:41  |
| 19.    | Arfjæs                     | 10:40  |
| 20.    | Hassan som poet            | 11:10  |
| Ekstra | Mobbeskolen                | 10:27  |
| 21.    | Morten i den tredje verden | 09:30  |
| 22.    | En lykkelig drøm           | 10:57  |
| 23.    | Ali bliver dansk 1. del    | 09:38  |
| 24.    | Ali bliver dansk 2. del    | 08:28  |
| Ekstra | Kærlighed gør blind        | 10:40  |
| Ekstra | Alis Nytårstale            | 05:36  |

Udover de normale 24 afsnit, der blev vist på DR2 i December 2007, producerede holdet bag syv ekstraafsnit, til senere udsendelse og udgivelse på DVD samt en særlig nytårstale, som kan ses på dr.dk/yallahrup

## Soundtracks
- Ali - Wollah Wollah Ingen Bollah
- Pizzamanden – Kath På Pizza
- Abu Babu - En Krammer Til Osama
- Lille Knud - Et Råb Om Hjælp
- Morten - Stressrelateret Depression
- Crazy Girls – Fjabbelade
- Dennis - Sut Min Pik
- Hassan – Den Sygeste Å
- Hanne - Hov, Der Fik Jeg En Kraftig Orgasme
- Alkoholikeren – Drukvisen
- 2Pac – Konge I Yallahby

Musik: Rune "Kalle" Bjerkø. Tekst: Nanna Westh. Teknik: Rune Westberg. Executive Producer: Bjarke Ahlstrand.
Soundtracket "En Ornli' Syg Soundtrack" blev udgivet af Copenhagen Records (CPHREC0094) på CD og LP.

## Modtagelse
Før første udsendelse havde Danmarks Radio lagt materiale frem om Yallahrup Færgeby.
Allerede da blev julekalenderen mødt af kritik fra flere blogs, der kritiserede tv-serien fra forskellige vinkler.
Efter premieren fik Yallahrup Færgeby forholdsvis gode anmeldelser i dagbladene.
Den fik således fem hjerter af seks mulige i Politiken's anmeldelse, og blev kaldt "rå og sød" og "lille genistreg" af Berlingske Tidende.
Men julekalenderen blev indenfor den første uge også genstand for kritik for den grove sprogbrug og for at latterliggøre, stigmatisere og diskriminere unge med anden etnisk baggrund end dansk.
Blandt kritikerne var integrationskonsulent Manu Sareen. Alle store dagblade og elektroniske medier dækkede Yallahrup og Berlingske Tidende, Politiken, Jyllandsposten og Ekstra Bladet bragte alle ledere om serien og dens eksistensberettigelse.
Fahiem Khaja og Daniel Kazim anklagede Danmarks Radio for brud på ophavsretten, idet de to mænd i april 2006 blev inddraget i projektet og bidrog til udviklingen af Yallahrup Færgeby – men uden at blive krediteret for det efterfølgende.
Kazim sagde at blandt andet nøgleudtrykket "ornli' syge" var deres idé, og allerede i marts 2007 havde han skrevet til DR og truet med at lægge sag an.
Omkring julekalenderens start tilbød DR's journalister Khaja og Kazim hver 25.000 kroner i honorar, men de to afslog dog og krævede 200.000 kroner.
Fahiem Khaja er lillebror til en af DR's tilrettelæggere på julekalenderen Nagieb Khaja.
I 2009 blev tv-serien solgt til den italiensk internet-kanal Bonsai TV.